# Матіц Фінк
Матіц Фінк (словен. Matic Fink, нар. 27 лютого 1990, Любляна) — словенський футболіст, півзахисник клубу «Олімпія» (Любляна).
Виступав також за «Інтерблок» та молодіжну збірну Словенії.

## Клубна кар'єра
У дорослому футболі дебютував 2009 року виступами за команду клубу «Інтерблок», в якій провів два сезони, взявши участь у 41 матчі чемпіонату. Більшість часу, проведеного у складі «Інтерблока», був основним гравцем команди.
До складу клубу «Олімпія» (Любляна) приєднався 2011 року. Відтоді встиг відіграти за команду понад 100 матчів в національному чемпіонаті.

## Виступи за збірні
У 2008 році дебютував у складі юнацької збірної Словенії, взяв участь у 5 іграх на юнацькому рівні, відзначившись одним забитим голом.
Протягом 2011–2012 років залучався до складу молодіжної збірної Словенії. На молодіжному рівні зіграв у 5 офіційних матчах, забив 1 гол.

## Титули і досягнення
- Чемпіон Словенії (1):

«Олімпія»: 2015-16
- Володар Кубка Словенії (1):

«Олімпія»: 2020-21